# Softsword
Softsword, King John and The Magna Charter is een studioalbum van Rick Wakeman.
Wakeman zette met dit album zijn reis voort binnen de geschiedenis van Engeland. Al eerder kwamen de Hendrik de Achtste en Koning Arthur aan bod; in 1991 koning Jan zonder Land, wederom een conceptalbum dus. Softsword is de bijnaam voor deze koning, die er niets van bakte op het slagveld. Het album bevat progressieve rock. Het is het laatste album van Wakeman dat eerst op elpee verscheen en dat is bij de Ambient Records-uitgave goed te merken; het binnenblad van de elpee is navenant verkleind om als cd-boekje te dienen: totaal onleesbaar. Het werd uitgevoerd zonder echte slagwerker. Het album is opgenomen op het eiland Man. Op diverse fora werd sterk getwijfeld aan de zangkwaliteiten van Chrissie Hammond; sommigen vonden haar goed, anderen juist slecht.

## Tracklist
| Nr. | Titel                         | Duur  |
| --- | ----------------------------- | ----- |
| 1.  | Magna Charter                 | 12:16 |
| 2.  | The Prayers                   | 5:36  |
| 3.  | Battle sonata                 | 3:47  |
| 4.  | The siege                     | 5:14  |
| 5.  | Rochester collage             | 2:51  |
| 6.  | The story of love (King John) | 6:42  |
| 7.  | March of time                 | 3:55  |
| 8.  | Don’t fly away                | 4:43  |
| 9.  | Isabella                      | 3:29  |
| 10. | Softsword                     | 1:53  |
| 11. | Hymn of hope                  | 3:16  |

## Musici
- Rick Wakeman – toetsinstrumenten
- David Paton – basgitaar, gitaar
- Chrissie Hammond – zang

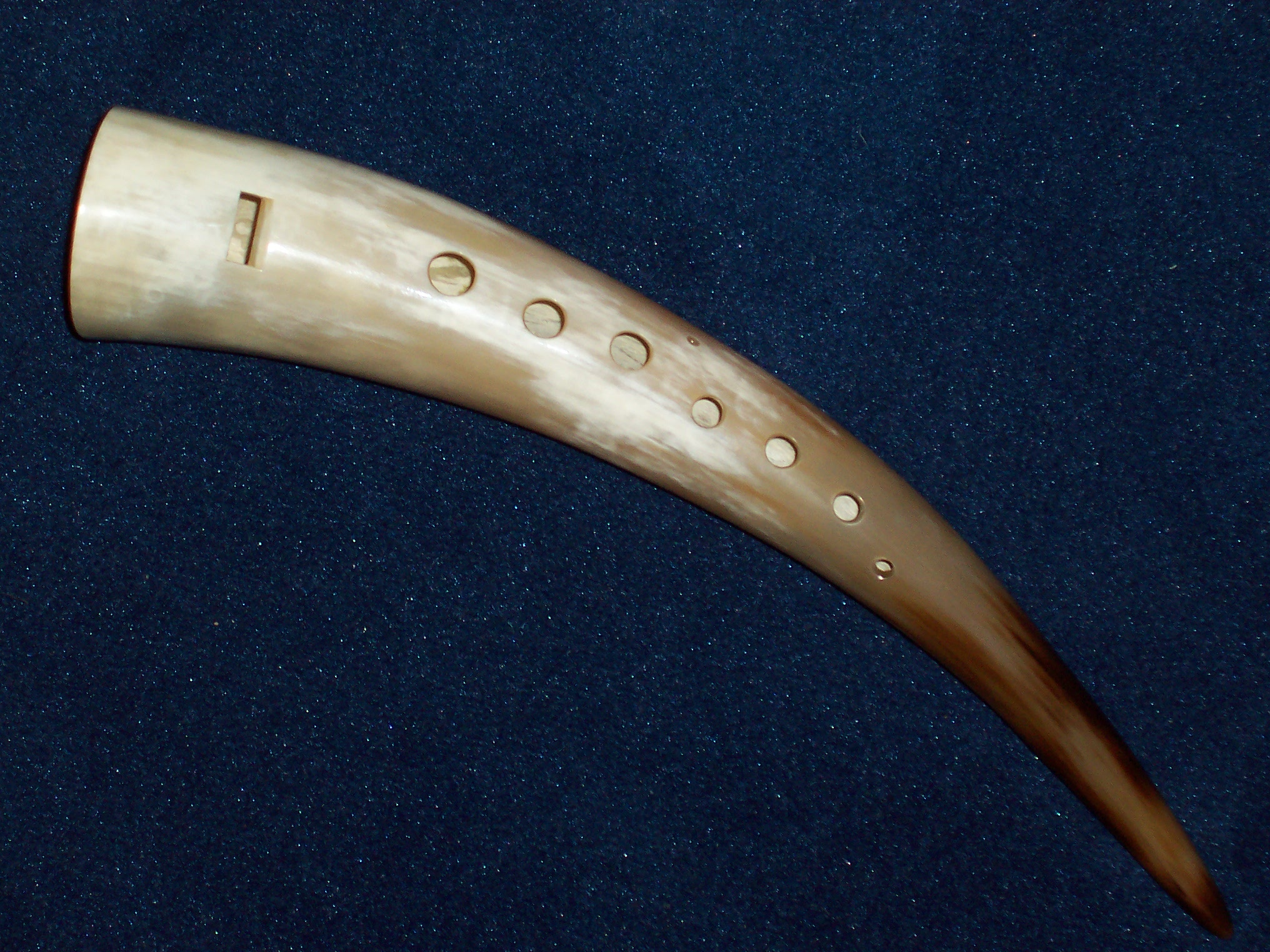
Gemshorn

- Staurt Sawney – elektrische percussie en geluidstechnicus
- Anabel Blakeley - gemshorn